# إيكاتيبانت
إيكاتيبانت (Icatibant)، الذي يباع تحت الإسم التجاري فيرازير( Firazyr)، هو دواء يستخدم لعلاج نوبات الوذمة الوعائية الوراثية (HAE) لدى الأشخاص الذين يعانون من نقص مثبطات استريز C1.   بالمقابل لا يبدو أنه فعال في علاج الوذمة الوعائية الناتجة عن مثبطات الإنزيم المحول للأنجيوتنسين.   و يعطى عن طريق الحقن تحت الجلد. 
تشمل الآثار الجانبية الشائعة لهذا العقار على: الاحمرار و الحكة و الألم في موقع الحقن.  كما و قد تشمل الآثار الجانبية الأخرى الحمى و الصداع و الغثيان.  أما السلامة أثناء الحمل فغير واضحة بالمرة.  و هو مثبط لمستقبلات البراديكينين B2. 
تمت الموافقة على استخدامه طبيًا في أوروبا في عام 2008 و في الولايات المتحدة في عام 2011.   في المملكة المتحدة، تكلف الجرعة الواحدة هيئة الخدمات الصحية الوطنية حوالي 1400 جنيه إسترليني.  أما في الولايات المتحدة، يكلف هذا المقدار حوالي 3600 دولار أمريكي. 